# Xã Harrison, Quận Adair, Iowa
Xã Harrison (tiếng Anh: Harrison Township) là một xã thuộc quận Adair, tiểu bang Iowa, Hoa Kỳ. Năm 2010, dân số của xã này là 178 người.